# Zjerm
A Zjerm (magyarul: Tűz) az albán Shkodra Elektronike dala, mellyel Albániát képviselték a 2025-ös Eurovíziós Dalfesztiválon Bázelben. A dal 2024. december 22-én, az albán nemzeti döntőben, a Festivali i Këngësben megszerzett győzelemmel érdemelte ki a dalversenyen való indulás jogát.

## Eurovíziós Dalfesztivál
2024. október 7-én vált hivatalossá, hogy a formáció dala bekerült a Festivali i Këngës albán nemzeti döntő mezőnyébe. A dal 2024. december 22-én megnyerte az albán dalversenyt, ahol a szakmai zsűri, valamint a nézők szavazatai által összesítésben az első helyet érte el, így ez a dal képviselheti Albániát a Eurovíziós Dalfesztiválon.
A dalt először a május 13-án rendezett első elődöntőben, fellépési sorrendben tizenkettedikként adták elő, a San Marinót képviselő Gabry Ponte Tutta l’Italia című dala után és a Hollandiát képviselő Claude C’est la vie című dala előtt. Az elődöntőből sikeresen továbbjutottak a május 17-i döntőbe, ahol fellépési sorrendben utolsóként léptek fel, a San Marinót képviselő Gabry Ponte Tutta l’Italia című dala után. A zsűri szavazáson a tizenhatodik helyen végeztek 45 ponttal (Franciaországtól maximális pontot kaptak), míg a nézői szavazáson ötödik helyen végeztek 173 ponttal (Görögországtól és Montenegrótól maximális pontot kaptak), így összesítésben 218 ponttal a verseny nyolcadik helyezettjei lettek.

## Dalszöveg
| Në zemrën time Në zemër teme Ky minutë do të vazhdojë Njerëzit e mirë Njerëzit pa emër Kërcejnë valle në shpirt Jarna ne ti toka ime Ku kam lindë s'do të harroj Jarna ne ti boka ime Vazhdo më shndrit, shndrit, shndrit… – A dal refrénje | A szívemben Folytatódnia kell a percnek A jó emberek A névtelen emberek Táncvölgy a lelkükben A tavasz belül, benned, földem Ahol születtem, nem feledem A tavasz belül, benned, világom Tovább ragyogj, ragyogj, ragyogj – A dal refrénje magyarul |

## Galéria

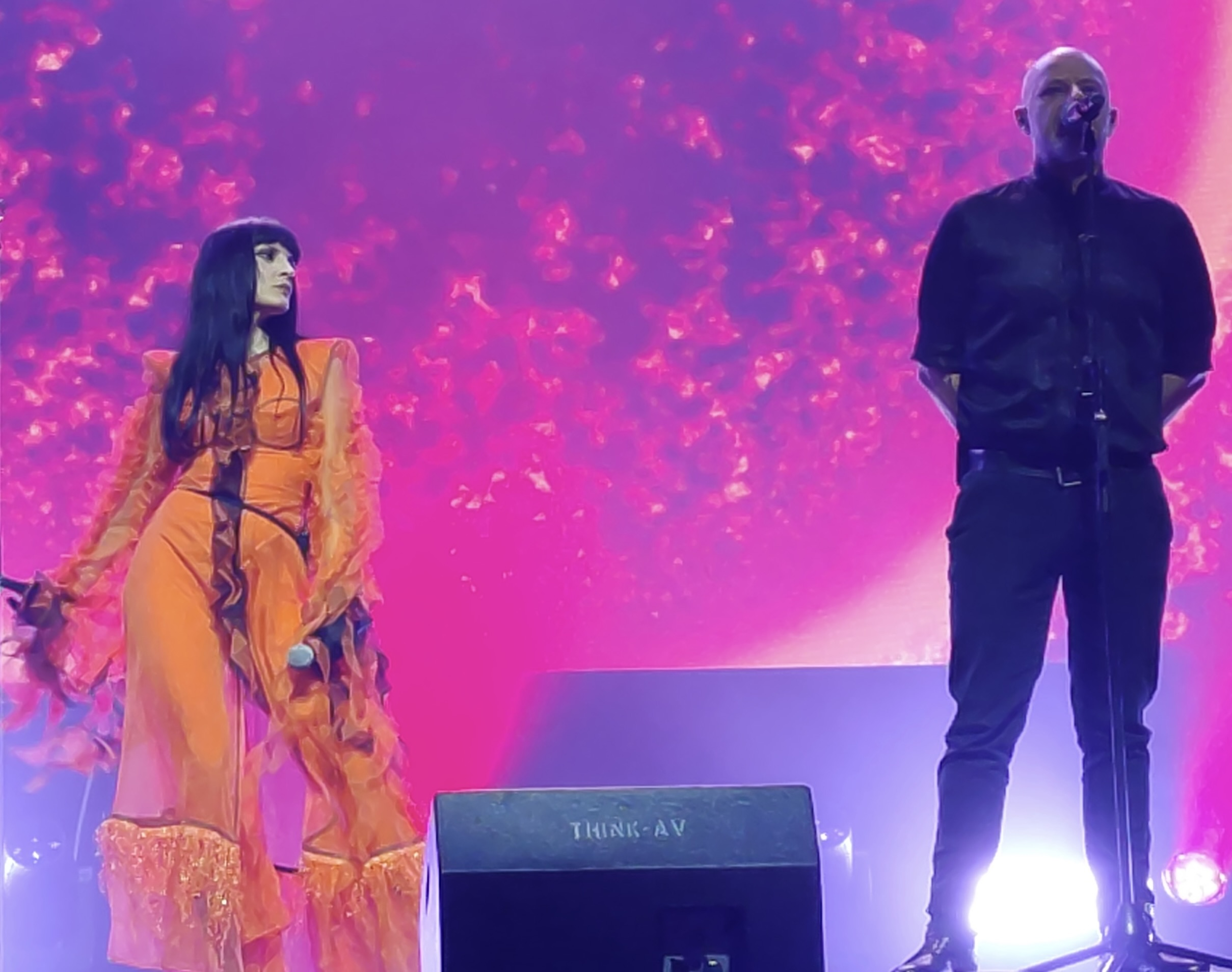
Az amszterdami Eurovíziós partin
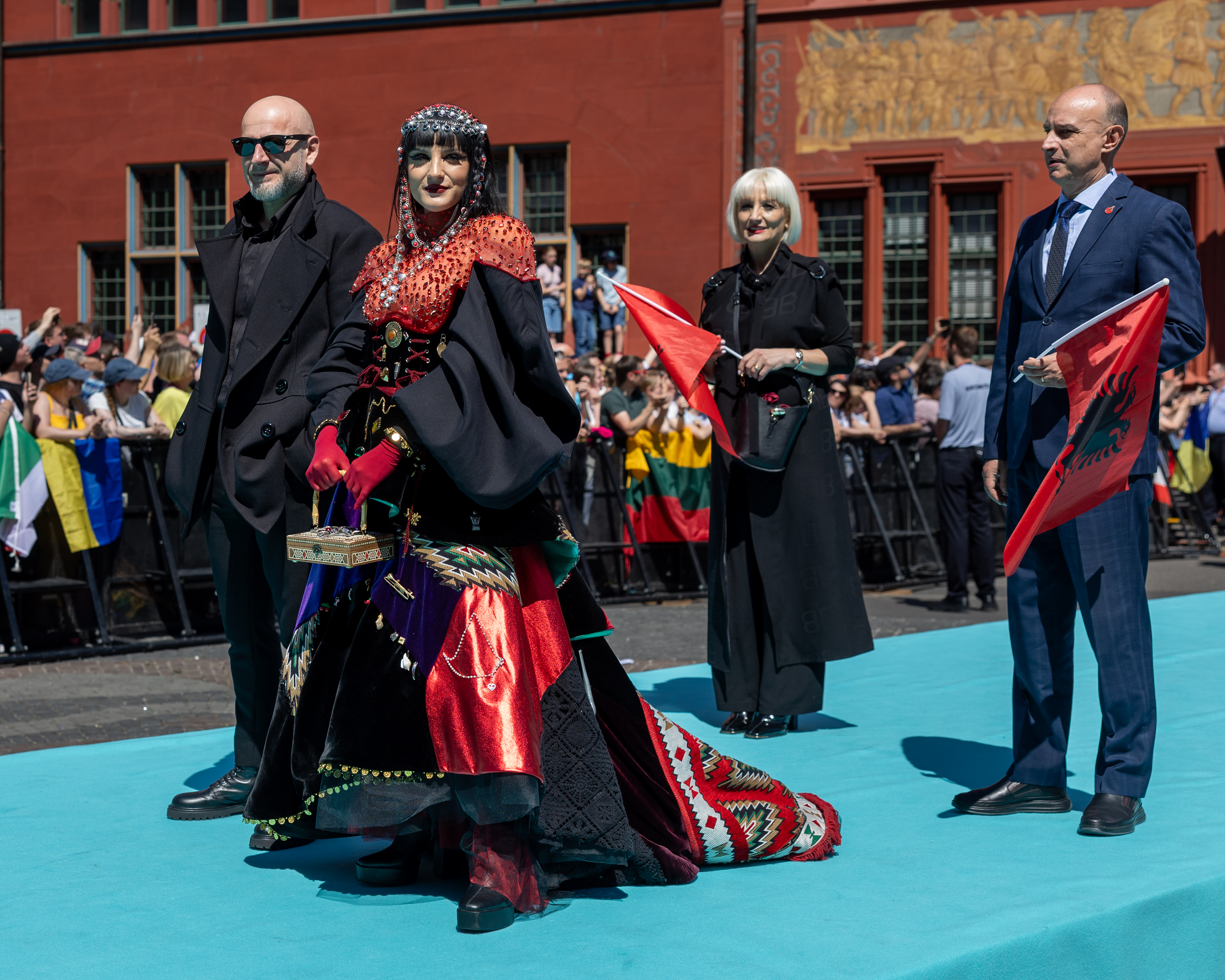
A megnyiróünnepségen
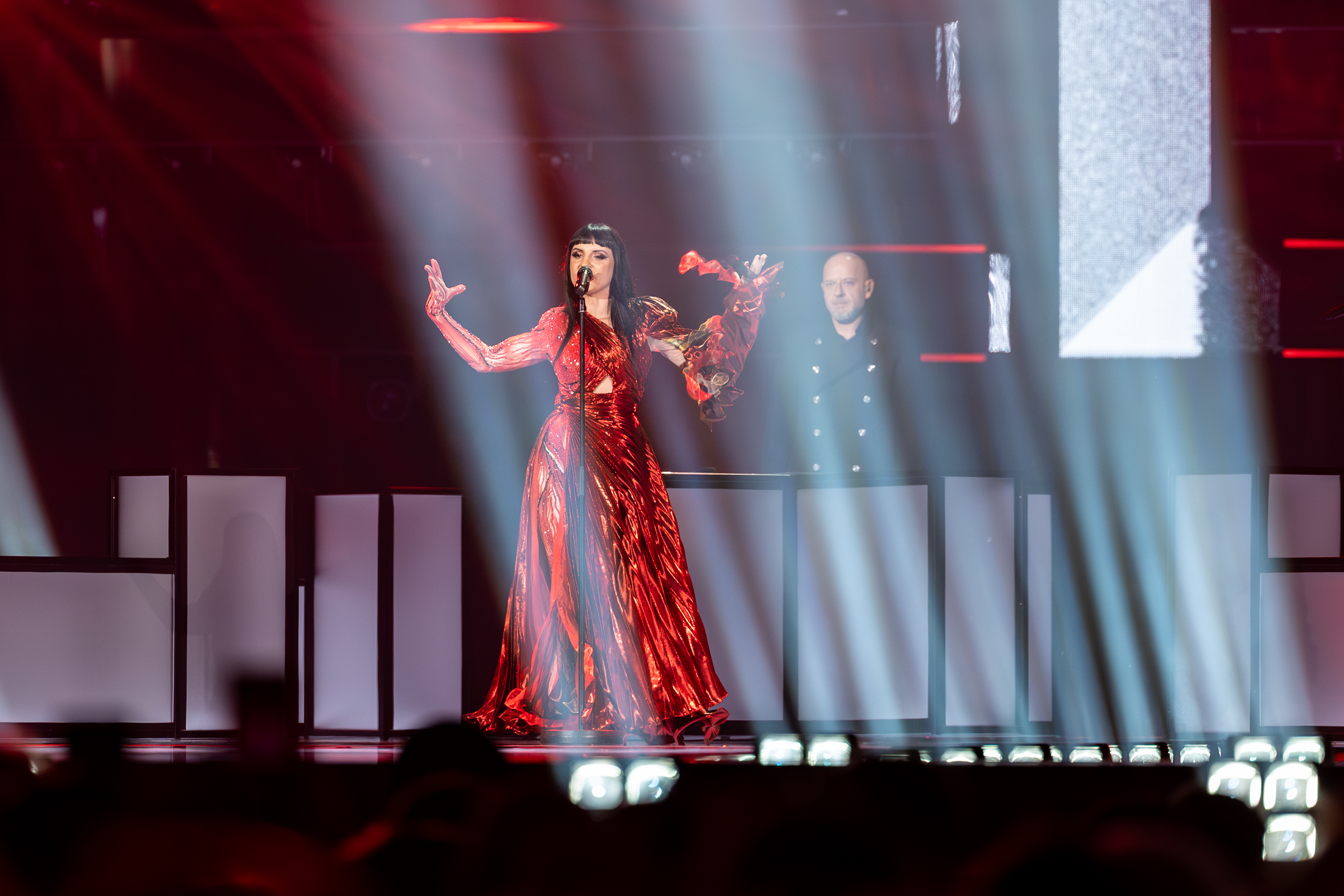
Az elődöntőben
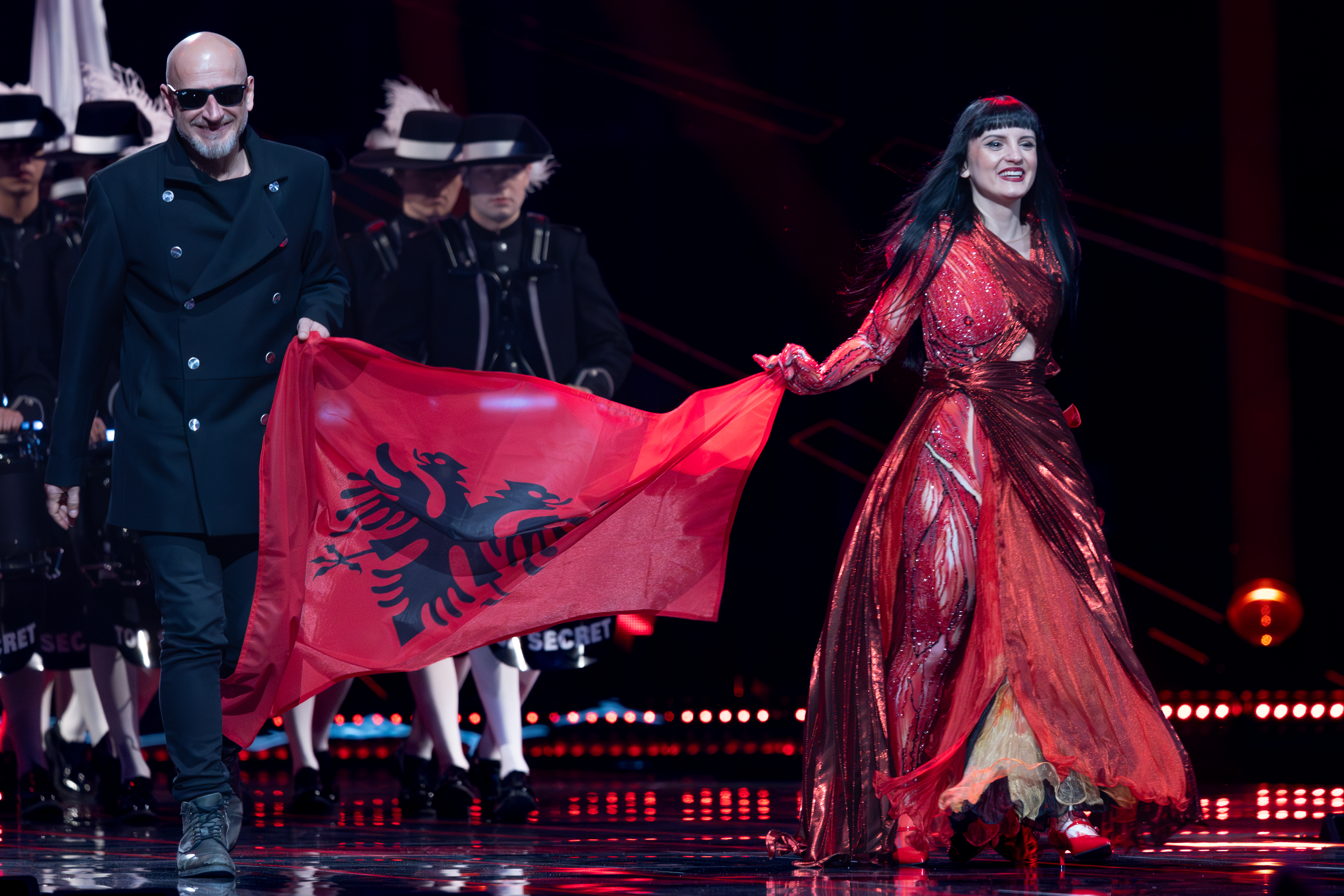
A döntő bevonulásán
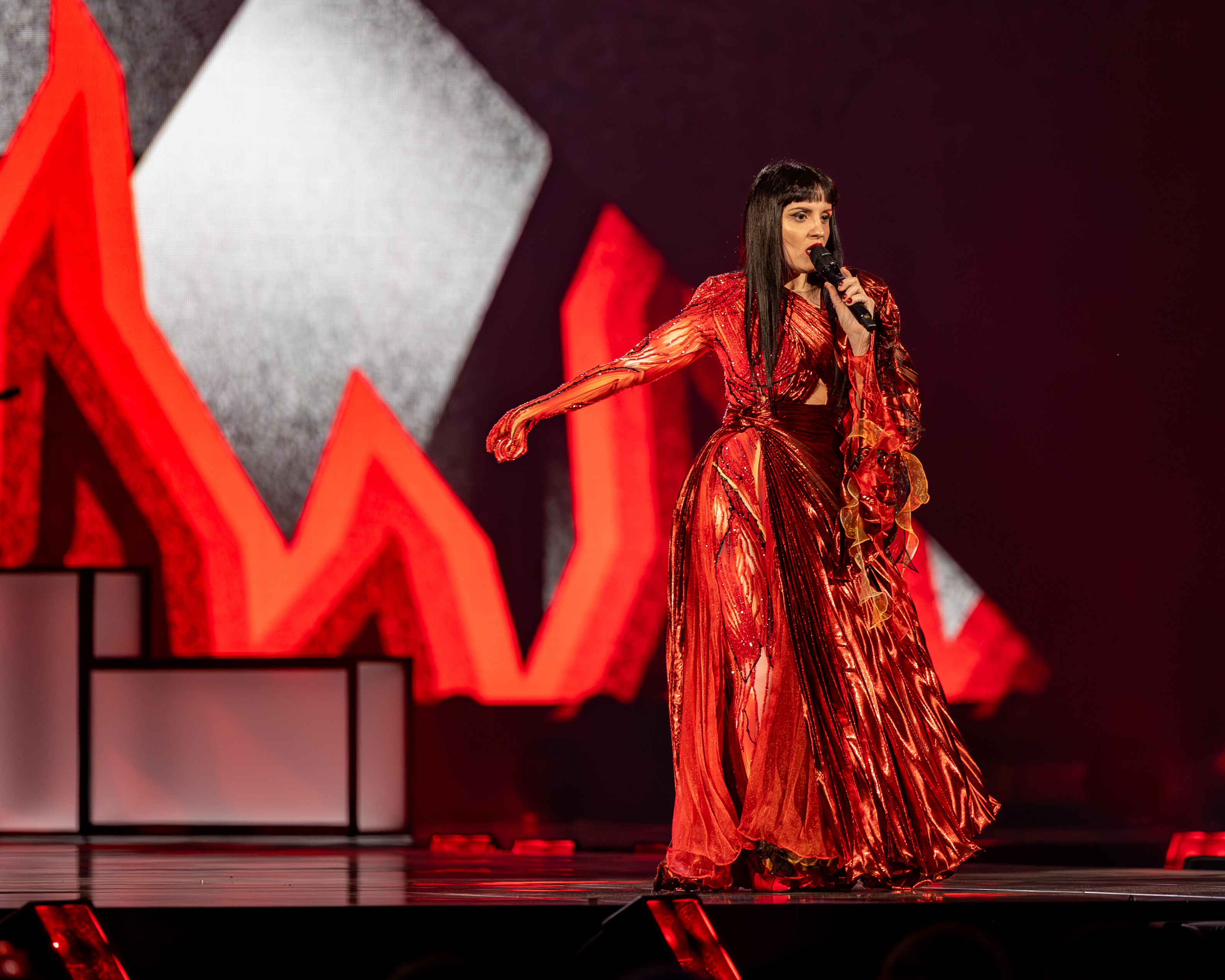
A döntőben